# Brunelle commune
Cet article possède un paronyme, voir Brunelle (homonymie).
Prunella vulgaris
Espèce
Classification phylogénétique
La Brunelle commune (Prunella vulgaris L.) est une espèce de plantes à fleurs de la famille des Lamiacées. C'est une plante herbacée vivace cosmopolite héliophile, qui se plaît en bordure de route et de bois, et dans les prés. On la nomme également petite consoude, charbonnière, prunelle, herbe au charpentier et brunette.

## Description
La tige carrée et dressée porte des feuilles opposées ovales ou oblongues, en coin ou arrondies à la base, pétiolées, dentées ou pinnatifides, un peu velues, dont la paire supérieure entoure l'épi floral,.
Les fleurs bleu-violet sont disposées en  épi terminal serré et cylindrique, séparées entre elles par de larges bractées opposées, ciliées et colorées. Les fleurs, assez petites, possèdent un calice en tube terminé par deux lèvres. La lèvre supérieure a trois dents peu prononcées et la lèvre inférieure est fendue jusqu'au milieu en deux dents,.

## Usages
Comestible et médicinale, mais rarement cultivée, la Brunelle commune se multiplie par semis ou par division de la racine.
C'est aussi une plante mellifère riche en nectar et en pollen.

## Caractéristiques
- Taille :  10 - 50 cm
- Floraison : juin - septembre
- Pollinisation : entomogame
- Milieu : forêts claires - prés - terrain cultivé - bords de route et buissons - milieux riches en azote
- Type écologique : hémicryptophytes

## Utilisation traditionnelle
Cette plante est réputée carminative, anti-inflammatoire, antipyrétique, antiseptique, antispasmodique, antivirale et astringente.
On collecte les parties aériennes en été quand elles sont en fleurs.
Elle est utilisée pour réduire la fièvre, soulager les maux de gorge, la toux et les malaises dus au rhume.

Selon le modèle animal (rat de laboratoire), elle pourrait présenter un intérêt contre certains troubles de la mémoire.
Ses qualités stomachiques la font aussi utiliser pour soulager les crampes d'estomac, les aigreurs, réduire la diarrhée et les vomissements.

## Galerie

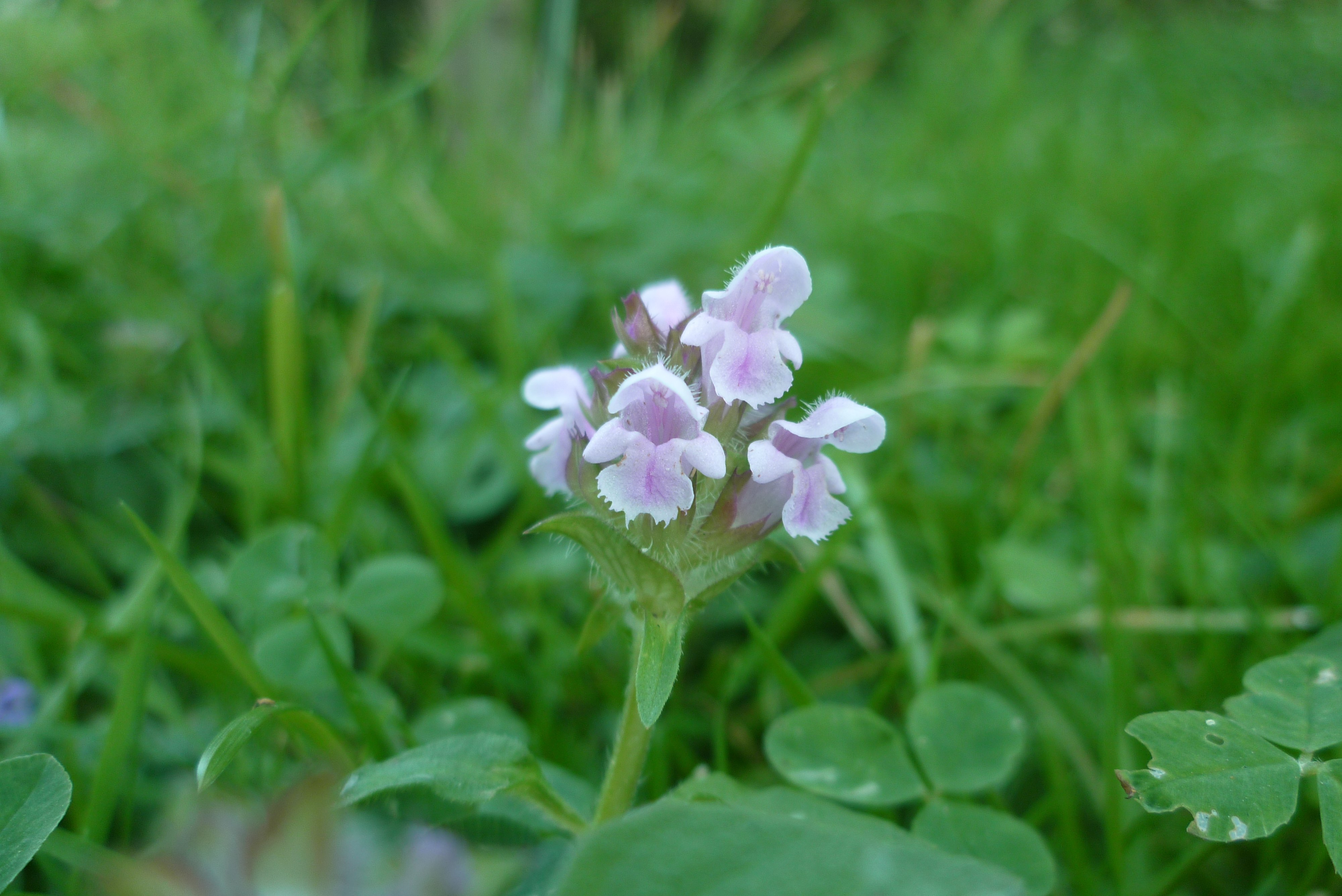
Mutant rose.
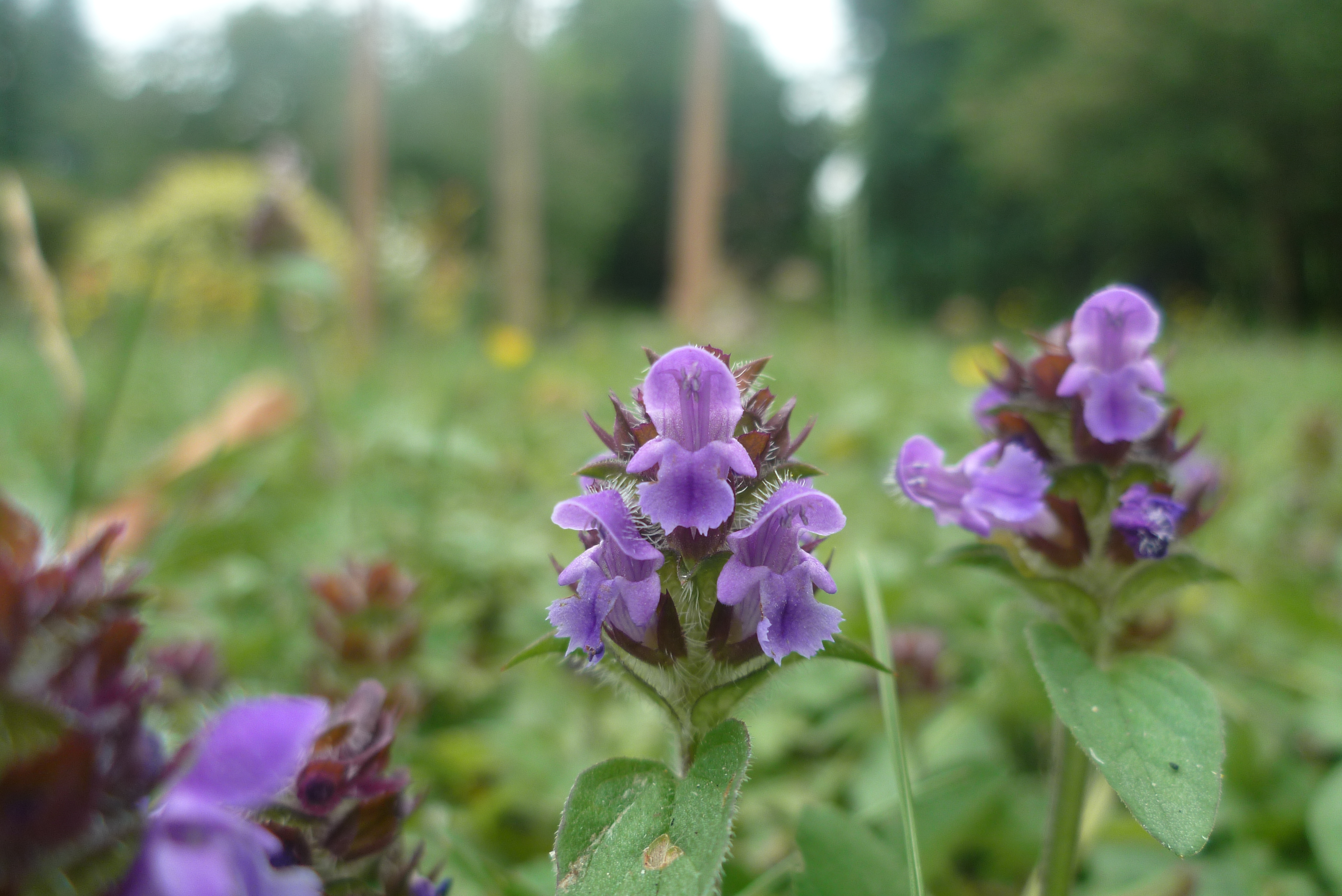
Couleur habituelle.
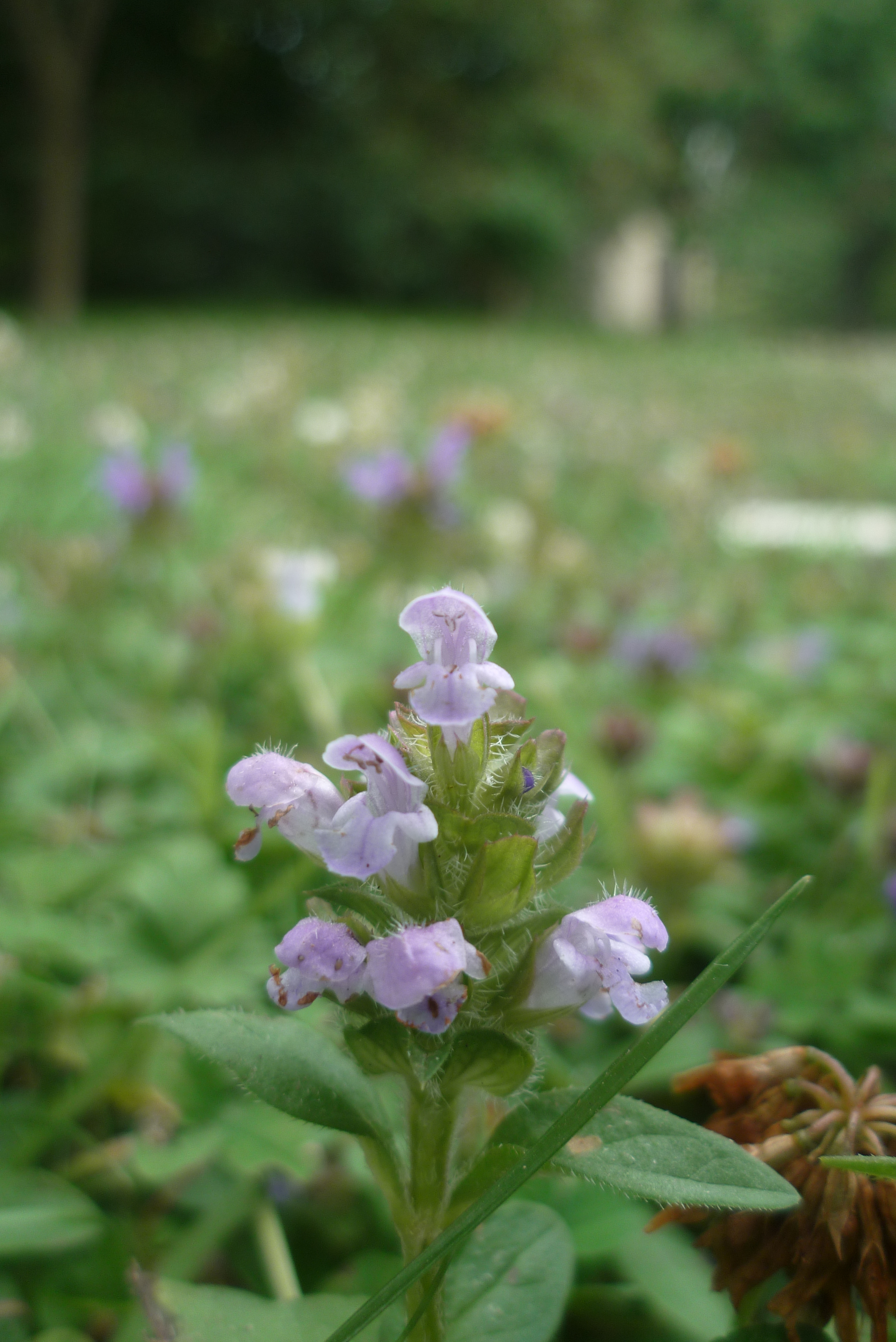
Mutant mauve.
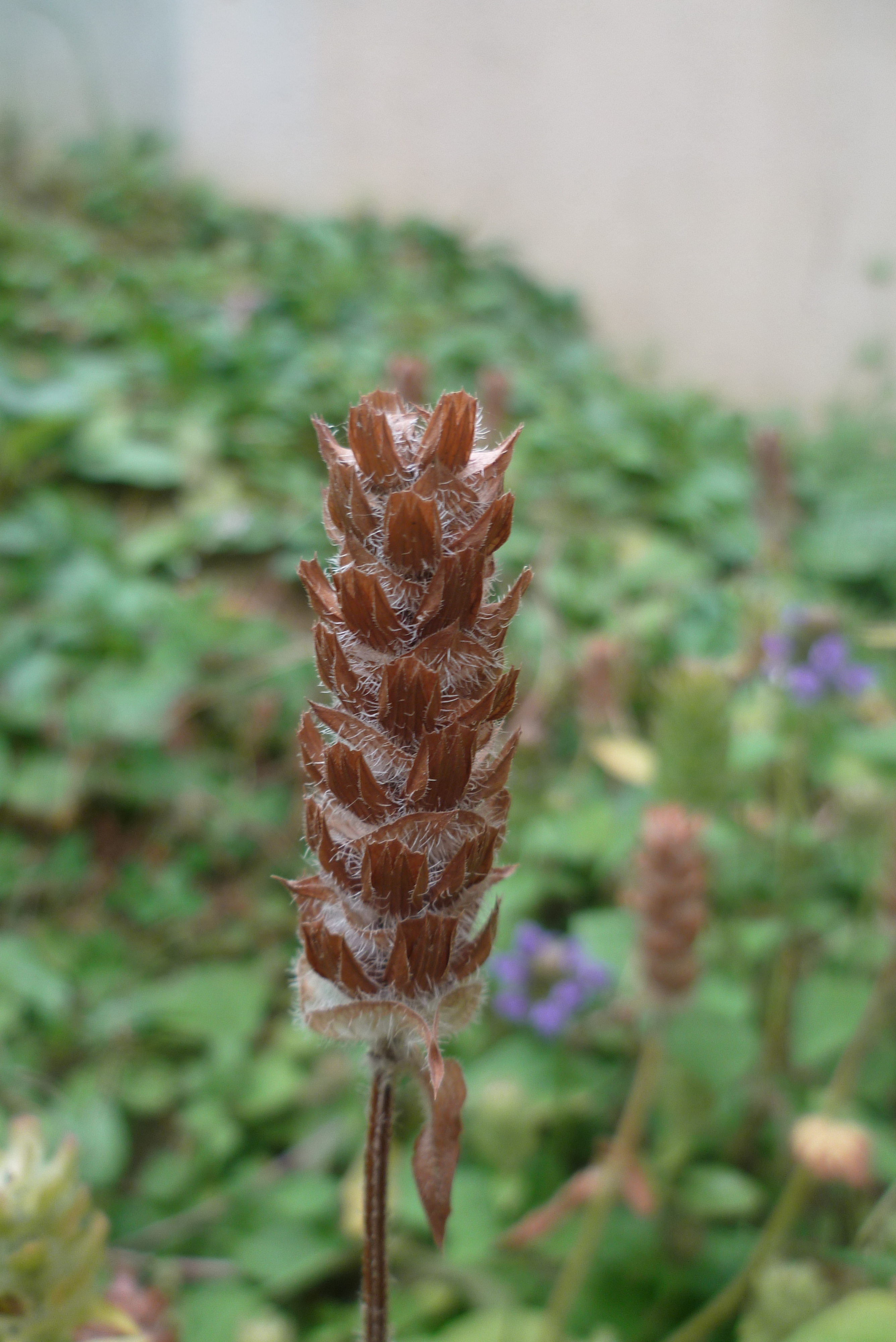
Épi mûr.